# Dysaletria varicolor
Dysaletria varicolor is een vliegensoort uit de familie van de Hybotidae. De wetenschappelijke naam van de soort is voor het eerst geldig gepubliceerd in 1908 door Becker.